# Llanos del Esparragal

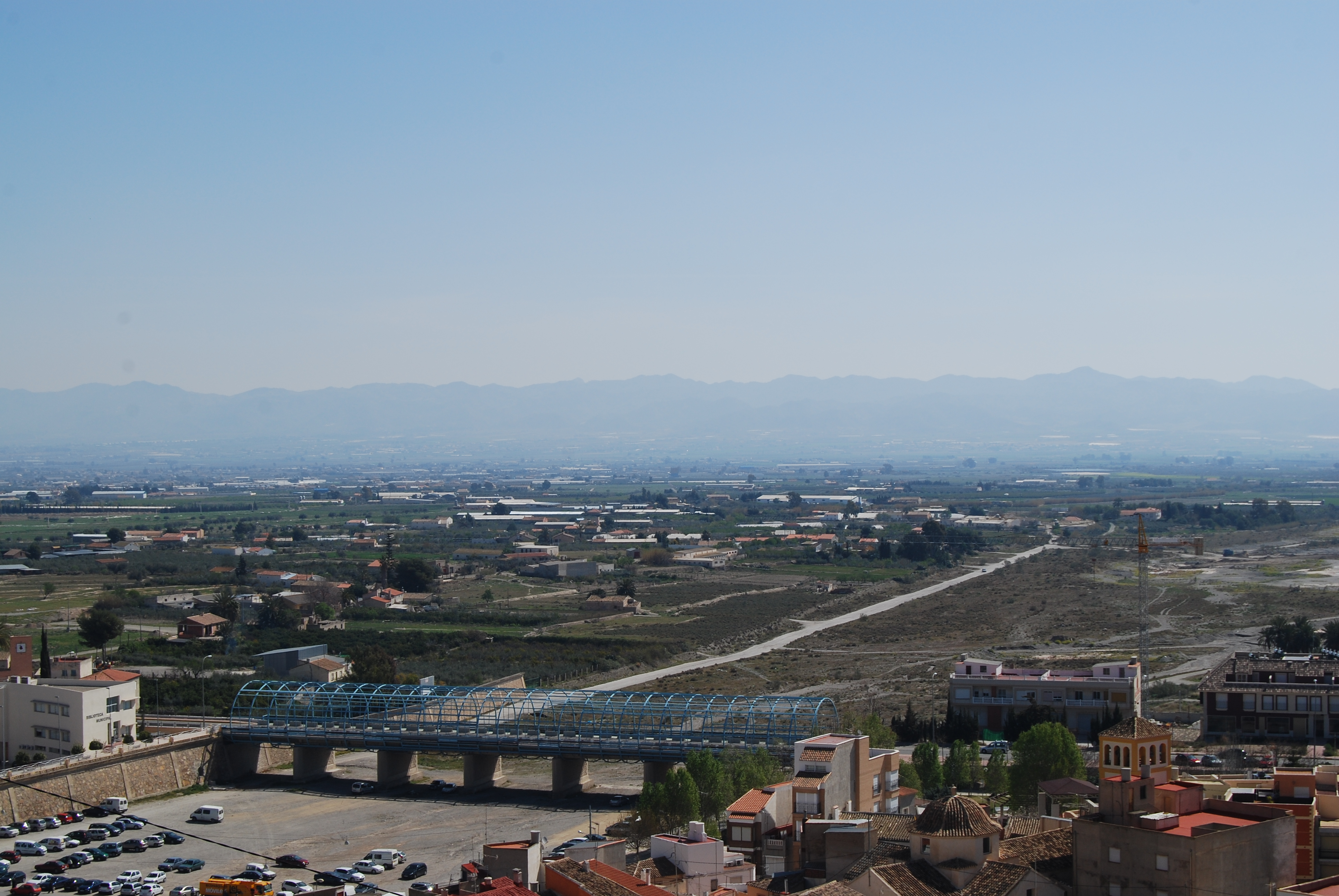
Llanos del Esparragal desde el castillo de Nogalte

Llanos del Esparragal (Puerto Lumbreras, Región de Murcia) es la zona más baja del término municipal de Puerto Lumbreras, entre los relieves del Cabezo de la Jara y la Sierra de Enmedio. Al sur queda delimitado por la rambla de Nogalte, al oeste por la vertiente oriental de la Sierra de la Torrecilla, el este por la Sierra de la Carrasquilla, mientras que al norte se abre al Valle del Guadalentín.

Se trata de un paraje de origen endorreico formado por los sedimentos aportados por ramblas como las de Nogalte o Béjar, calculándose en algunos sectores una sedimentación que alcanzaría los 200 metros. Presenta forma ondulada debido a los conos de deyección de dichas ramblas. Además de numerosas casas dispersas, destaca el núcleo de población El Esparragal-La Estación, pertenecientes a la Diputación del Esparragal, y la localidad de Goñar, dentro de la diputación de Puerto Adentro, en un valle colmatado por las avenidas de las ramblas de Vilerda y Bermeja entre otras.

## Paisaje

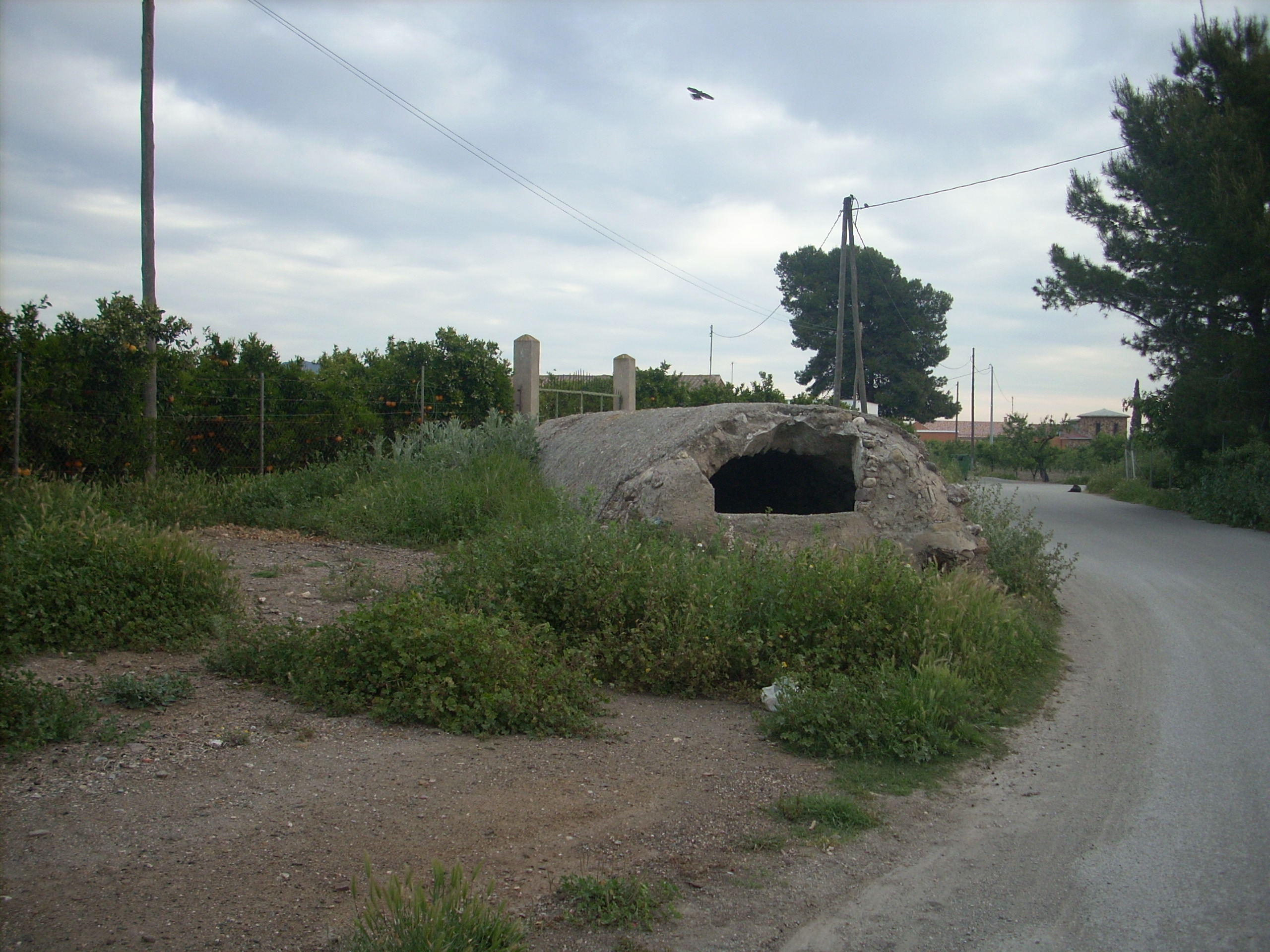
Aljibe del Esparragal

La flora predominante es el matorral, junto con algunas repoblaciones de pinos, restos de carrasca y de esparragal, del que toma el nombre la diputación, vegetación característica que alterna con numerosas explotaciones agrarias, fundamentalmente regadíos (hortalizas y frutales), secanos (olivos y almendros) e invernaderos para la producción de claveles. En las zonas próximas a las ramblas se encuentran tarais, cañales, granados, juncos y matorrales. En cuanto a la fauna, las especies características son los pájaros mosquiteros, las culebras de escalera, conejos y liebres.

## Lugares de interés
Históricamente los Llanos del Esparragal han estado vinculados al trabajo de la tierra. Así, de época romana, se conocen yacimientos como Aljibe de Poveda que se interpretan como pequeñas granjas o establecimientos rurales relacionados con esta actividad. Al noroeste del casco urbano del Esparragal se localiza un yacimiento de época romana, llamado Aljibe de Poveda, y que podría responder a este tipo de ocupación vinculada a los trabajos agropecuarios.De época medieval islámica se conocen varios aljibes, como el de El Esparragal o el de La Estación, construidos en este período y que han seguido en uso prácticamente hasta nuestros días.

Uno de los elementos más singulares es la torre conocida como del Obispo. Se trata de una torre avanzada de vigía, levantada en la primera mitad del siglo XIV y que se encargaría del control de la vía de comunicación que discurría por este sector y que comunicaba la frontera nazarí con Lorca a través de Nogalte. Tiene planta cuadrangular, con casi 10 metros de lado, con muros fabricados en mampostería con las esquinas reforzadas.

## Galería
|                       |
| Aljibe del Esparragal |

|                       |
| Aljibe de la Estación |

|                                       |
| Regadíos en los Llanos del Esparragal |

|                                                     |
| Paisaje característico de los Llanos del Esparragal |

|                         |
| Plantación de almendros |

|                  |
| Torre del Obispo |

|                                                 |
| Visa de los llanos desde el Castillo de Nogalte |

|                            |
| Plantaciones de hortalizas |